# کینگزلند (تگزاس)
کینگزلند (به انگلیسی: Kingsland) یک منطقهٔ مسکونی در ایالات متحده آمریکا است که در شهرستان لانو، تگزاس واقع شده‌است. کینگزلند ۲۵٫۳ کیلومتر مربع مساحت و ۴٬۵۸۴ نفر جمعیت دارد و ۲۵۵ متر بالاتر از سطح دریا واقع شده‌است.